# Dikkelvenne
Dikkelvenne is een dorp in de Belgische provincie Oost-Vlaanderen en een deelgemeente van Gavere, het was een zelfstandige gemeente tot aan de gemeentelijke herindeling van 1977.

## Geschiedenis
In de omgeving van Dikkelvenne werd in 1801 een Romeinse muntschat gevonden vanuit de regeringsperiode van Marcus Aurelius. Ook werd een Merovingisch grafveld met 225 graven aangetroffen. Hier zou omstreeks 734 door Sint-Hilduardus een abdij zijn gesticht: de Sint-Pietersabdij, ook bekend als Hof van Anchin. De abdij had te lijden van conflicten met de Heren van Gavere, waarvan Dikkelvenne afhankelijk was. Graaf Robrecht I de Fries vroeg daarom in 1081 om de abdij over te plaatsen naar Geraardsbergen waar ze vanaf 1175 de naam Sint-Adriaansabdij kreeg. De abdij stond in de wijk De Rotse waar -volgens de legende- Sint-Christiania zich ontscheepte en een miraculeuze bron heeft doen ontspringen.
Dikkelvenne werd voor het eerst vermeld in 870, als Ticlivinni, waarvan de betekenis nog niet is opgehelderd. De abdij werd eind 9e eeuw door de Vikingen verwoest en kwam daarna weer tot bloei.
De oude Sint-Petruskerk was in 1824 ingestort en daarna afgebrand en stond op de wijk "De Rotse" te Dikkelvenne, niet ver van de Schelde, waar zich nu de kapel en de fontein ter ere van de heilige Christiana bevinden. Een nieuwe Sint-Petruskerk werd in 1826 ingezegend. Na beschietingen in de Eerste Wereldoorlog werden in 1920 herstellingswerken uitgevoerd.
Dikkelvenne was een zelfstandige gemeente tot eind 1976. In 1977 werd het een deelgemeente van Gavere.

## Demografische ontwikkeling
- Bronnen:NIS, Opm:1831 tot en met 1970=volkstellingen; 1976 = inwoneraantal op 31 december

## Bezienswaardigheden
- De Sint-Petruskerk
- De Tarandusmolen, gelegen op de grens met Beerlegem
- Het Kasteel Baudries
- De Koortskapel aan de Blokstraat
- De Sint-Christianafontein

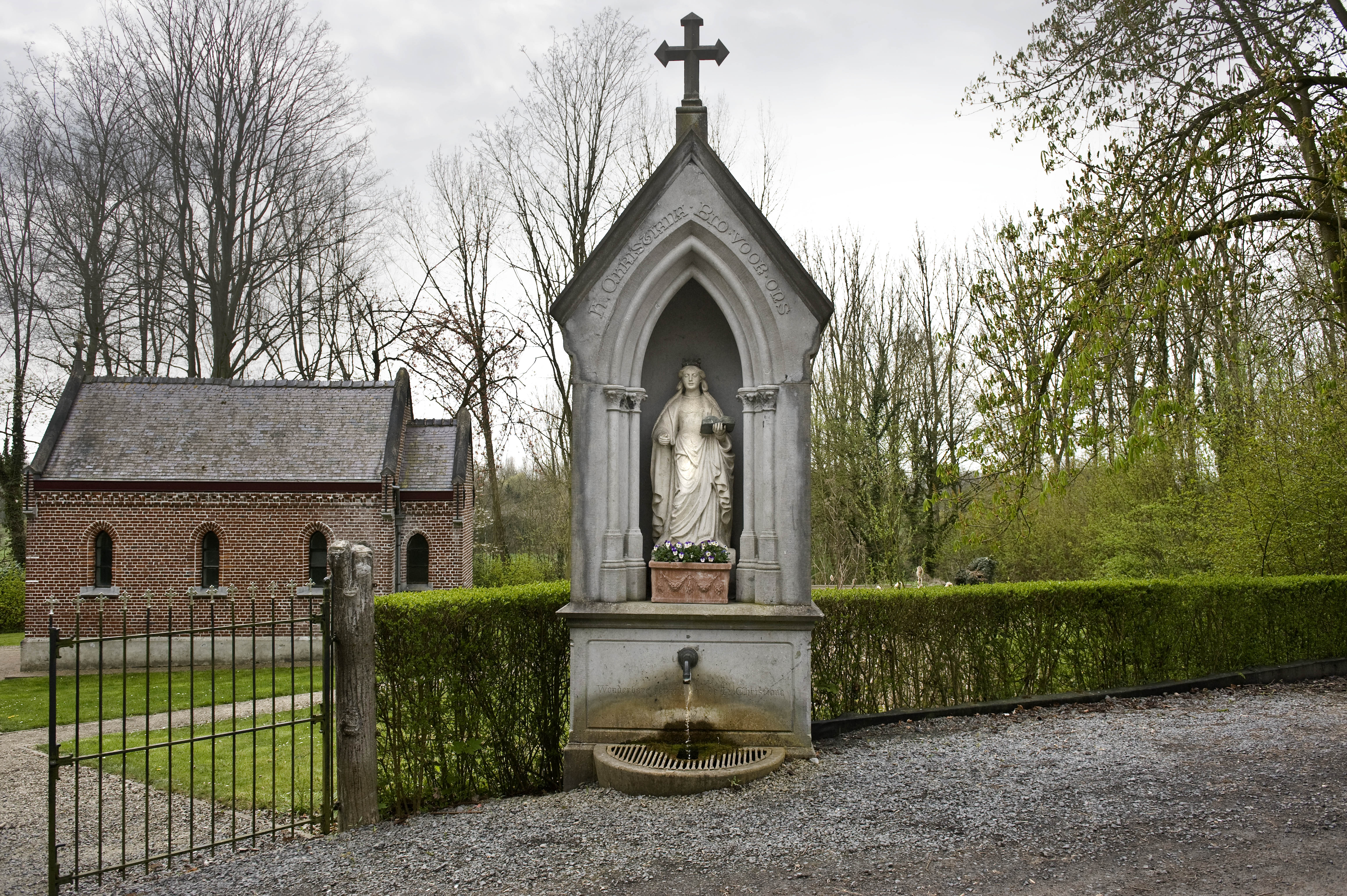
Sint-Christianiafontein
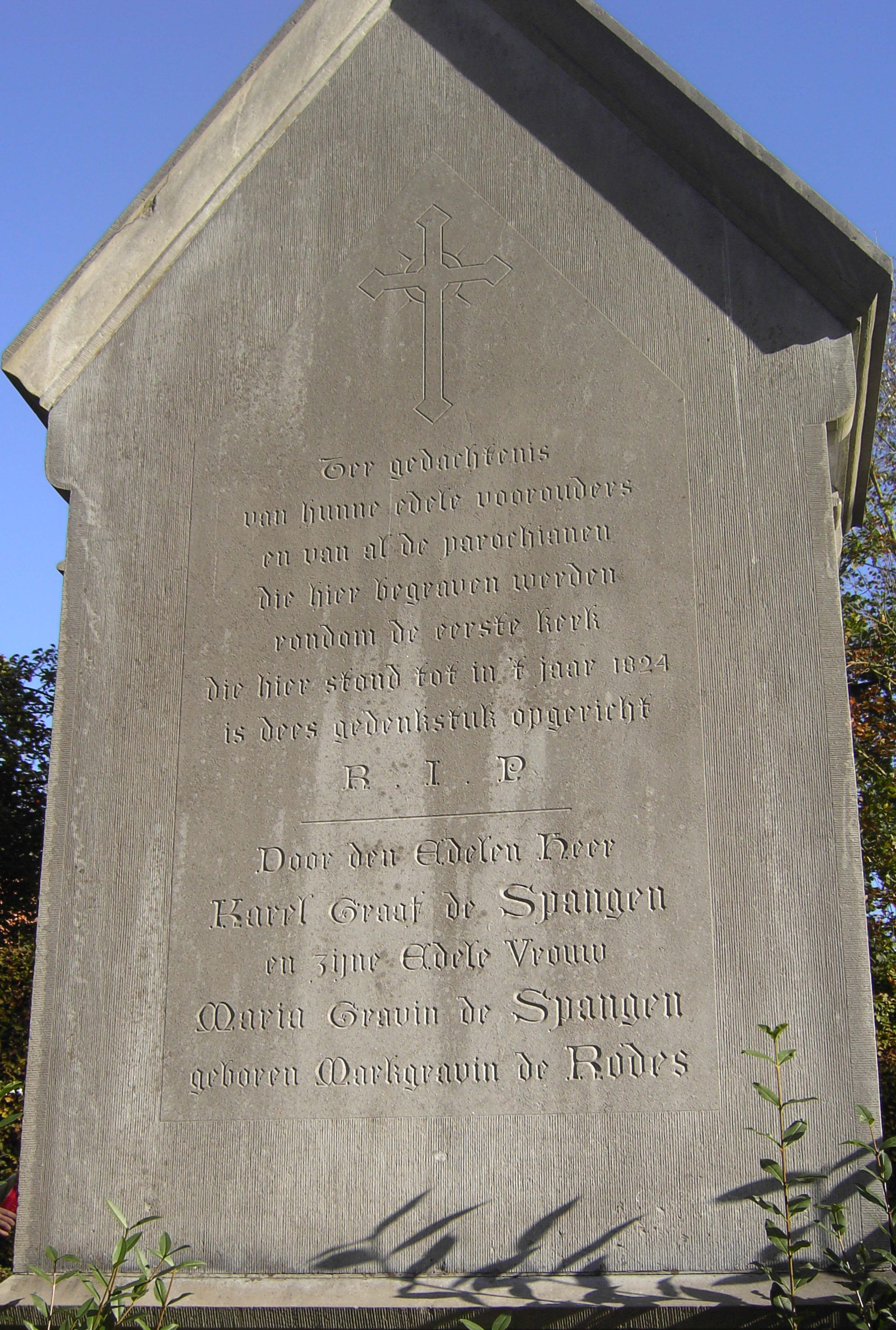
Deze steen staat op de plaats van de voormalige kerk op de wijk De Rotse

## Natuur en landschap
Dikkelvenne ligt op de oostelijke oever van de Schelde en de hoogte varieert van ongeveer 10 meter tot 67 meter. Het hoogste punt is nabij de Tarandusmolen, waar zich een tertiaire opduiking bevindt. Er zijn een 70-tal minerale, en sterk ijzerhoudende, bronnen. Enkele van deze bronnen worden commercieel benut.

## Bekende personen
- Omer Van Der Stricht (Dikkelvenne 1862-Menton 1925), embryoloog, histoloog en hoogleraar. In 1901 werd hij hoogleraar aan de Universiteit van Gent en van 1907 tot 1908 deken van de faculteit geneeskunde. Hij was gehuwd met brouwster Marie Virginie Gevaert (1836).
- Alphonse Van Der Stricht (Dikkelvenne 1850-Gent 1936)) was de broer van Omer en oprichter van Brouwerij Excelsior aan de Steendam in Gent.
- Danny Matthys, internationaal bekend beeldend kunstenaar, groeide tijdens de vijftiger en vroege zestiger jaren van de 20ste eeuw op en bracht zijn jeugd door te Dikkelvenne. Hij was daar in die tijd onder andere bekend als wielrenner bij de beloftes en hield er zijn allereerste tentoonstelling met tekeningen en gouaches.

## Politiek
Dikkelvenne had een eigen gemeentebestuur en burgemeester tot de fusie van 1977. De burgemeesters vanaf de Franse Revolutie waren:
- Jan Frans de Raedt (1783-1802)
- C. Vermeiren (1802-1809)
- P. F. Stevens (1809-1814)
- Eugène De Smet (1814-1825)
- Charles Louis Van Den Meersschaut (1825-1830)
- Martinus De Vos (1830-1848)b
- Charles Louis Van Den Meersschaut (1848-1863)
- Benigne Cyrille De Clercq (1865-1901)
- Jean Baptiste De Visscher (1901-1906)
- Aimé Stockman (1907-1920)
- D. De Vos (1920-1921)
- Theophiel De Boever (1921-1939)
- Octaaf De Visscher (-1946)
- Remi Alfons De Visscher (-1953)
- Richard Schreyen (1953-1965)
- André De Rouck (1965-1976)

## Sport
Voetbalclub SC Dikkelvenne is aangesloten bij de KBVB en actief in de nationale reeksen.

## Nabijgelegen kernen
Gavere, Baaigem, Meilegem, Beerlegem